# Бала, Теодорик
Теодорик Бала́ (фр. Théodoric Balat OFMObs, 28 октября 1858, Тарн, Юг — Пиренеи — 9 июля 1900, Тайюань) — святой Римско-католической церкви, священник из монашеского ордена францисканцев, миссионер, мученик.

## Биография
В возрасте 11 лет Теодорик Бала поступил в начальную Духовную семинарию, где вступил в третий орден францисканцев для мирян (терциарии). После окончания обучения в начальной семинарии, он поступил в Высшую Духовную семинарию, по окончании которой в 1880 году вступил в монашеский орден францисканцев-обсервантов. В 1884 году прибыл в Китай для проповедования христианства. Епископ Григорий Мария Грасси назначил его на должность учителя в начальную семинарию. Кроме этого он исполнял должность наставника во францисканском новициате и был духовным отцом монахинь из женской монашеской конгрегации «Францисканки-миссионерки Марии».
В 1899—1900 годах в Китае происходило Ихэтуаньское восстание, во время которого повстанцами жестоко преследовались христиане. По указу губернатора провинции Шаньси Юй Сяня была арестована многочисленная группа христиан, среди которых был и Теодорик Бала.
9 июля 1900 года Теодорик Бала был казнен за исповедание христианства вместе с группой из двадцати шести католиков.

## Прославление
Теодорик Бала был беатифицирован 27 ноября 1946 года римским папой Пием XII и канонизирован 1 октября 2000 года римским папой Иоанном Павлом II вместе с группой 120 китайских мучеников.
День памяти в Католической церкви — 9 июля.

## Источник
- George G. Christian OP, Augustine Zhao Rong and Companions, Martyrs of China, 2005, стр. 27  (англ.)